# 南海日日新聞
南海日日新聞（なんかいにちにちしんぶん）は、鹿児島県奄美群島を主要な発行エリアとする地域紙。本社は奄美市。日本新聞協会の全国郷土紙連合加盟社。

## 概要
1946年に創刊。紙名は創業者・村山家国が「南の海の日輪たらむ」の志から命名したという。題字には、横棒が一本多い「新」の本字（ / 𣂺）を使用している。
現在も奄美群島の喜界島、奄美大島、加計呂麻島、請島、与路島、徳之島、沖永良部島、与論島の8島を発行対象としてその地域のニュース・生活情報を提供している。1993年4月より奄美出身者向けの情報紙として、奄美のニュース（本紙掲載）を月1回コンパクトにまとめて掲載した「月刊・奄美」を発行している。

## 支社・総局
- 東京・鹿児島・徳之島・沖永良部

## テレビ欄
- NHK総合、NHK Eテレ、MBC、KTS、KKB、KYTをフルサイズ、NHK BS、NHK BSプレミアム4K、沖縄テレビ、琉球放送、琉球朝日放送をハーフサイズでそれぞれ掲載。

## 奄美民謡大賞
1975年より島唄の普及促進を狙って「奄美民謡新人大会」を主宰。1980年からは「奄美民謡大賞」に名を変えている。2020年には新型コロナウイルスの影響に鑑みてビデオ審査を行っており、さらに2021年・2022年の審査は中止となった。